# كريستيان ميدينا
كريستيان ميدينا (بالإسبانية: Cristian Medina)‏ هو لاعب كرة قدم أرجنتيني في مركز الوسط، ولد في 1 يونيو 2002 في مورينو في الأرجنتين.

## وصلات خارجية
- كريستيان ميدينا على موقع قاعدة بيانات كرة القدم.إي يو (الإنجليزية)
- كريستيان ميدينا على موقع Soccerbase.com (لاعب) (الإنجليزية)
- كريستيان ميدينا على موقع Soccerway.com (الإنجليزية)
- كريستيان ميدينا على موقع عالم كرة القدم.نت (الإنجليزية)
- كريستيان ميدينا على موقع اللجنة الأولمبية الدولية (الإنجليزية)